# Josef Niederberger
Josef Niederberger-Streule (* 1956) ist ein Schweizer Politiker (CVP) im Kanton Nidwalden.

## Leben
Nach der Schulzeit absolvierte Niederberger eine Lehre als Zimmermann, arbeitete in verschiedenen Betrieben und machte eine Weiterbildung als Holzbautechniker HF sowie eine  kaufmännische Weiterbildung zum Unternehmer. Er gründete 1983 die Firma Holzbau Niederberger in Büren, deren Geschäftsführer er ist.
Niederberger ist verheiratet, hat vier Erwachsene Kinder und wohnt in Oberdorf.

## Politik
Niederberger war 2 Jahre Mitglied der Finanzkommission von Oberdorf und 12 Jahre im Oberdorfer Schulrat, den er 10 Jahre lang präsidierte. Von 2002 bis 2014 war er Mitglied des Nidwaldner Landrats, dessen Präsident er 2012–2013 war.
Am 28. Februar 2016 erreichte Niederberger bei den Ersatzwahlen für den zurückgetretenen Regierungsrat Hans Wicki mit 6'050 Stimmen das beste Ergebnis, verpasste damit jedoch das erforderliche absolute Mehr. Die drei anderen Kandidaten, Walter Odermatt (SVP, 5'394 Stimmen), Sepp Durrer (FDP, 4'341 Stimmen) und Conrad Wagner (Grüne Nidwalden, 3'944 Stimmen), verzichteten auf einen 2. Wahlgang, wodurch Niederberger in stiller Wahl gewählt wurde.